# 2755 Avicenna
2755 Avicenna este un asteroid din centura principală, descoperit pe 26 septembrie 1973, de Liudmila Cernîh.